# (73675) 1988 CF
1988 سي أف (ويعرف أيضًا باسم (73675) 1988 سي أف وفق تسمية الكوكب الصغير) (بالإنجليزية: 1988 CF)‏ هو كويكب ضمن حزام الكويكبات؛ وترتيبه 73675 من حيث الاكتشاف.
اكتُشف هذا الجُرم الفلكي بواسطة هيروشي كانيدا في 8 فبراير 1988.

## وصلات خارجية
- (73675) 1988 CF في قاعدة بيانات مختبر الدفع النفاث لأجرام النظام الشمسي الصغيرة

- الاكتشاف · مخطط المدار ·  العناصر المدارية · المعلمات المادية

- (73675) 1988 CF على موقع ويكي سكاي: DSS2, SDSS, GALEX, IRAS, Hydrogen α, X-Ray, Astrophoto, Sky Map, Articles and images